# Place Jean-Baptiste Degrooff
Vous êtes invité à donner votre avis sur cette page de discussion, de manière argumentée en vous aidant notamment des critères d’admissibilité ou en présentant des sources extérieures et sérieuses.  
Après avoir apposé le modèle {{Admissibilité}} sur une page, suivez les étapes expliquées sur Wikipédia:Débat d'admissibilité/Aide :
| 1. | Créez la page de débat d'admissibilité.                                                                      | Sauvegardez d’abord la page pour l’initialiser puis indiquez votre motivation.                      |
| 2. | Important : ajoutez une entrée dans la section Débat d'admissibilité du jour.                                | Utilisez ce texte : *{{L\|Place Jean-Baptiste Degrooff}}                                            |
| 3. | Pensez à informer les contributeurs principaux de la page et les projets associés lorsque cela est possible. | Utilisez ce texte : {{subst:Avertissement débat d'admissibilité\|Place Jean-Baptiste Degrooff}}~~~~ |

Vous pouvez aider à l'améliorer ou bien discuter des problèmes sur sa page de discussion.
- Il ne cite pas suffisamment ses sources. Vous pouvez indiquer les passages à sourcer avec {{référence nécessaire}} ou {{Référence souhaitée}}, et inclure les références utiles en les liant aux notes de bas de page. (Marqué depuis août 2025)
- Il est orphelin : moins de trois articles lui sont liés. Aidez à ajouter des liens en plaçant le code [[Place Jean-Baptiste Degrooff]] dans les articles relatifs au sujet. (Marqué depuis juin 2023)

- Archive Wikiwix
- Bing
- Cairn
- DuckDuckGo
- E. Universalis
- Gallica
- Google
- G. Books
- G. News
- G. Scholar
- Persée
- Qwant
- (zh) Baidu
- (ru) Yandex
- (wd) trouver des œuvres sur Wikidata

La place Jean-Baptiste Degrooff (en néerlandais : Jean-Baptiste Degrooffplein) est une place bruxelloise de la commune de Woluwe-Saint-Lambert, située entre les numéros 303 et 299 de l'avenue Georges Henri.

## Description
La place est située face à l'Institut des Sourds et Muets, situé 278 de l'avenue Georges Henri. Elle forme un demi-cercle et est ornée de cerisiers du Japon.
La rue Abbé de L'Épée rejoint l'avenue Georges Henri à cet endroit.
La numérotation des habitations va de 3 à 9 en continu. Les immeubles situés aux angles formés avec l'avenue Georges Henri et la place Degrooff portent des numéros de l'avenue Georges Henri.

## Adresses notables
- no 7 : Cet immeuble abritait auparavant le Cinéma Wolu[1].

## Transports en commune
- arrêt Degrooff des bus 27, 28 et 80 (STIB)